# Russula subsect. Lepidinae
Russula subsect. Lepidinae ist eine Untersektion  aus der Gattung Russula, die innerhalb der Sektion Rigidae steht. Die Untersektion entspricht Romagnesis gleichnamiger Untersektion Lepidinae, die bei ihm aber unterhalb der Sektion Russula steht.

## Merkmale
Die Untersektion enthält große oder mittelgroße, robuste Arten, deren Hut rot oder rosa gefärbt ist. Die matte bis samtige Huthaut ist angewachsen oder kaum abziehbar. Das Sporenpulver ist weiß oder weißlich. Das Fleisch ist fest und schmeckt mild, aber oft auch bitter.
Die Huthaut enthält feinkörnige, bisweilen undeutlich inkrustierte und mehr oder weniger säurefeste Dermatozystiden, die sich mit Sulfovanillin nur schwach, mitunter auch gar nicht anfärben.

### Mykorrhizaanatomie
Das Hyphennetz, das in eine gelatinöse Matrix eingebettet ist, zeichnet sich durch seine dünnen Wände und die schwache Sulfovanillin-Reaktion der gloeopleren Zellen aus. Die Mantelzellen sind sehr stark gewunden und greifen puzzleteilartig ineinander.
- Die Typart ist Russula rosea, der Harte Zinnobertäubling.[1][2]

| Deutscher Artname          | Wissenschaftlicher Artname   | Autor                     |
| -------------------------- | ---------------------------- | ------------------------- |
| Harter Zinnober-Täubling   | Russula rosea Syn. R. lepida | Pers. (1796) (Fr. (1836)) |
| Bitterer Zinnober-Täubling | Russula amarissima           | Jul. Schäff. (1952)       |